# Estación Ameghino
Ameghino es una estación ferroviaria ubicada en la localidad de Florentino Ameghino, en el partido de Partido de Florentino Ameghino, Provincia de Buenos Aires, Argentina.

## Ubicación
La estación se encuentra ubicada a 403 km de la Estación Once.

## Servicios
No presta servicios de pasajeros desde agosto de 2015.
Sus vías están concesionadas a la empresa de cargas Ferroexpreso Pampeano.

## Imágenes de la estación

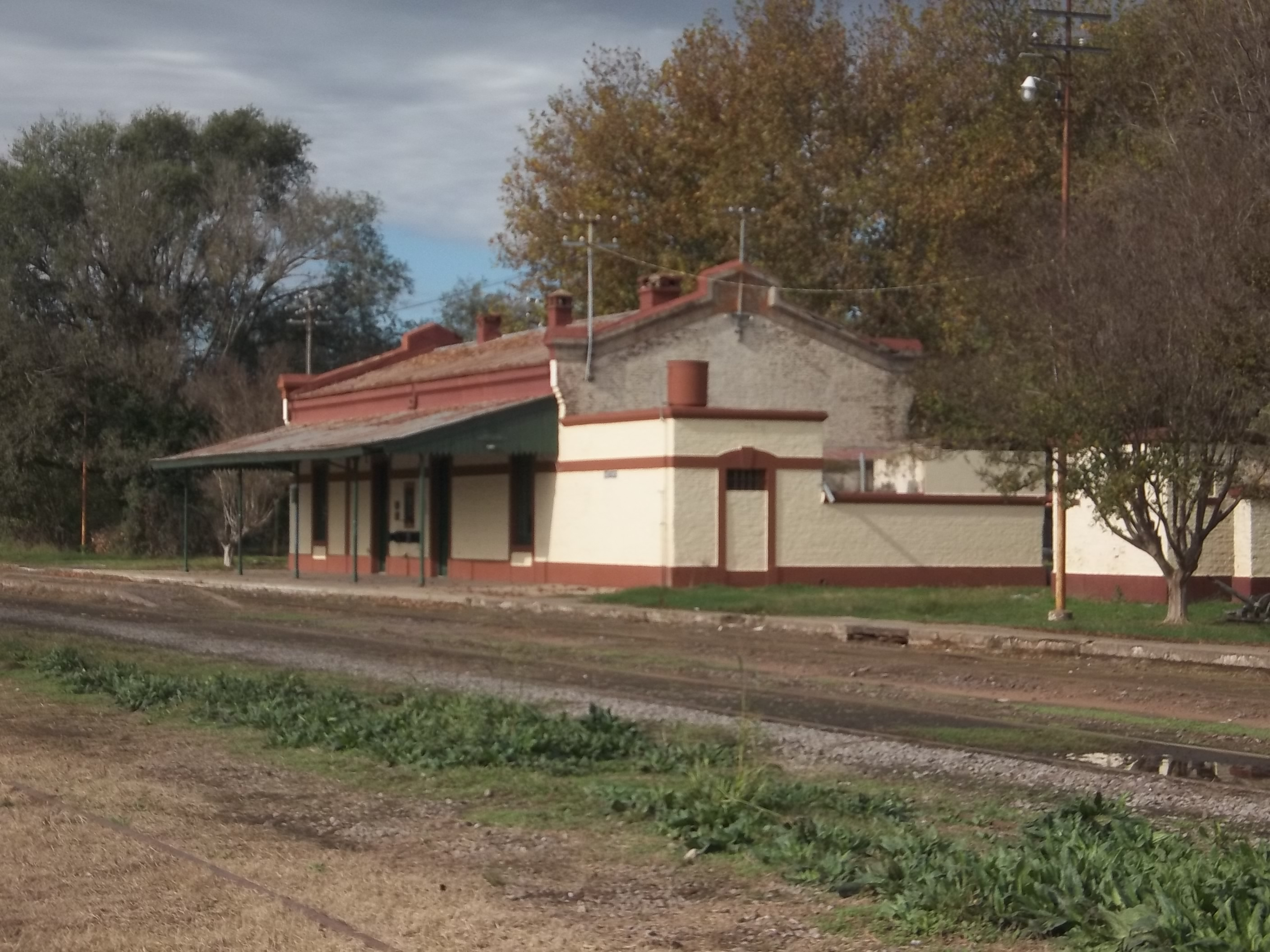
Lado oeste de la estación
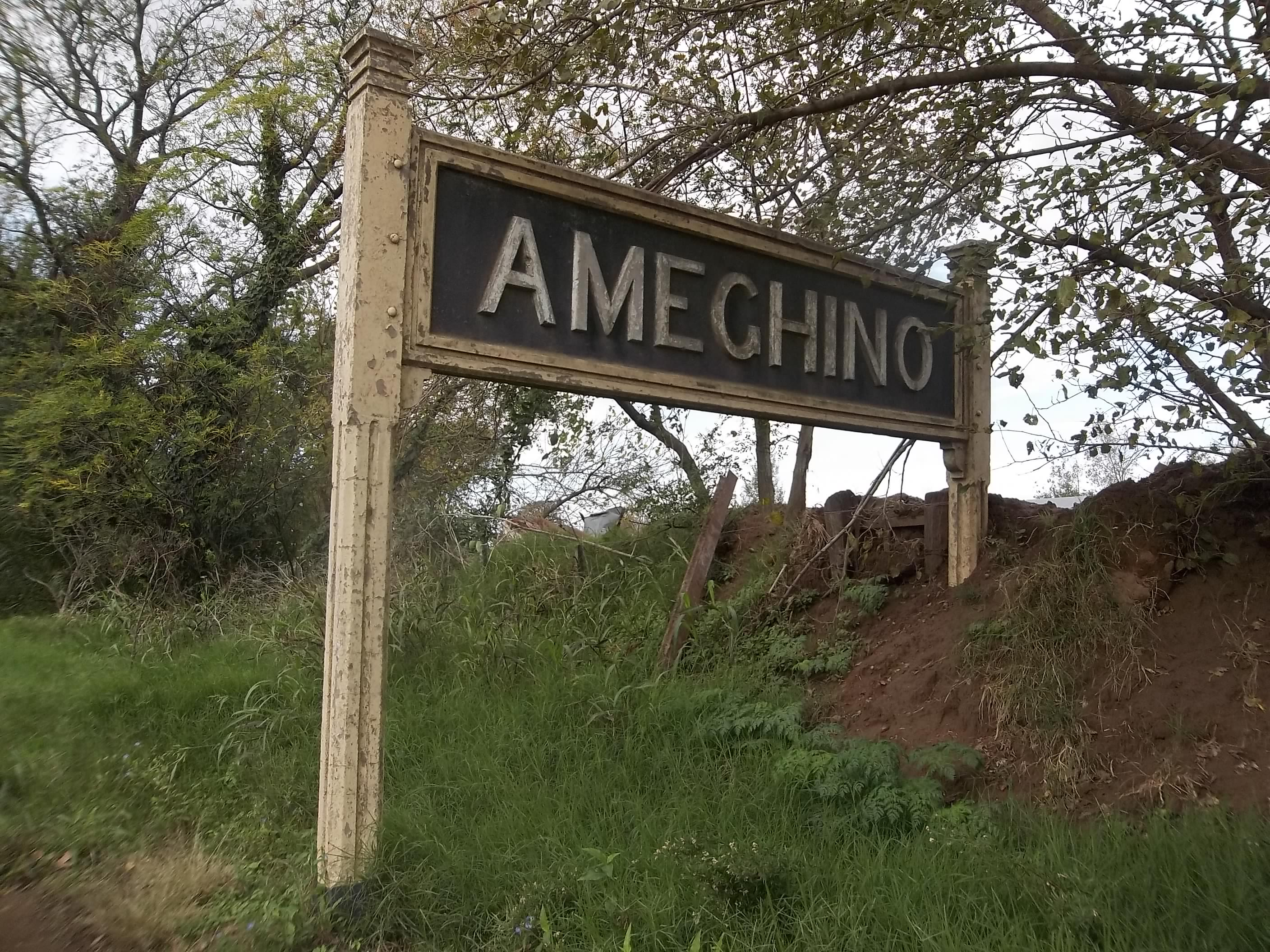
Cartel nomenclador al este de la estación
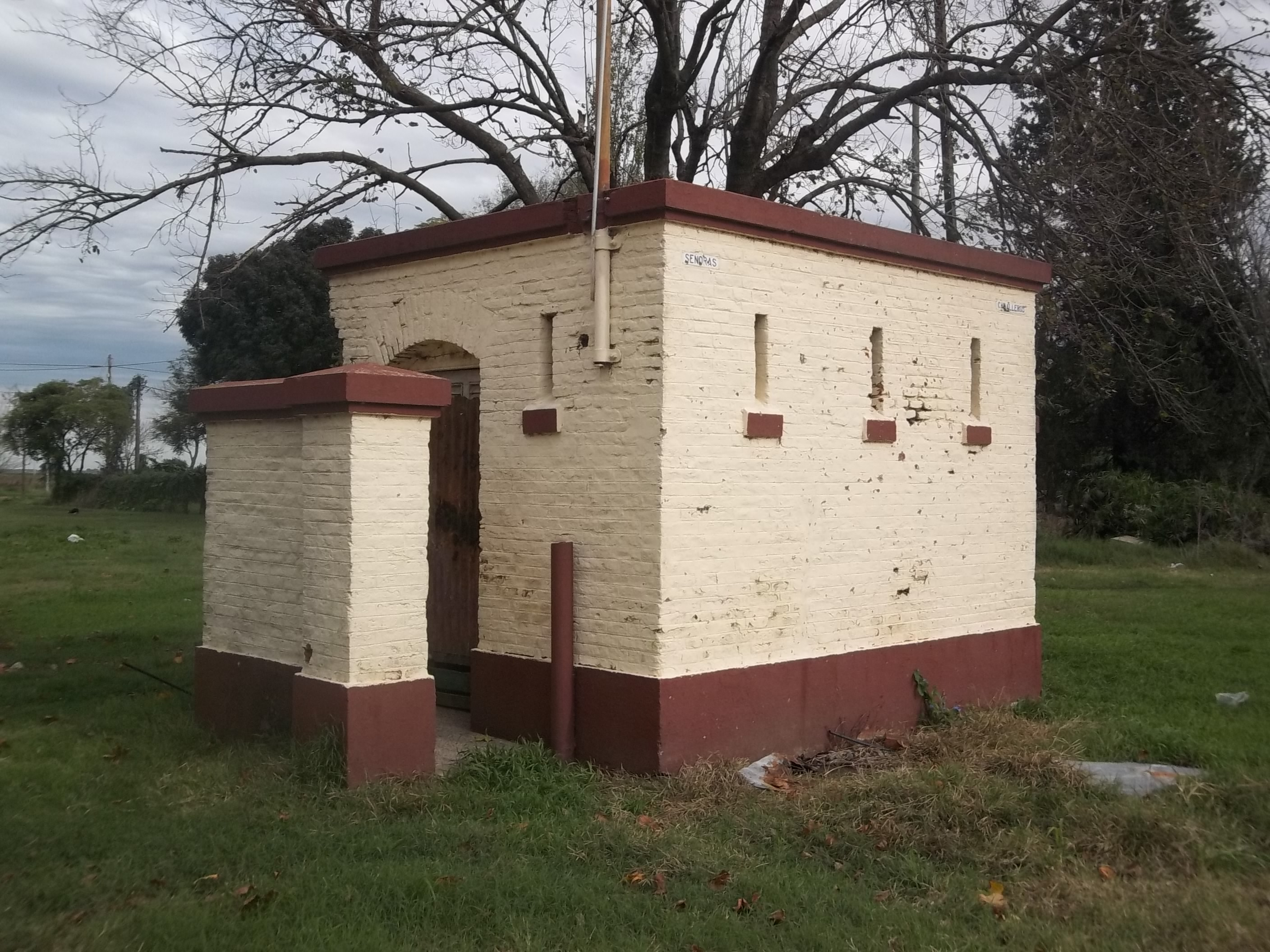
Sanitarios de la estación
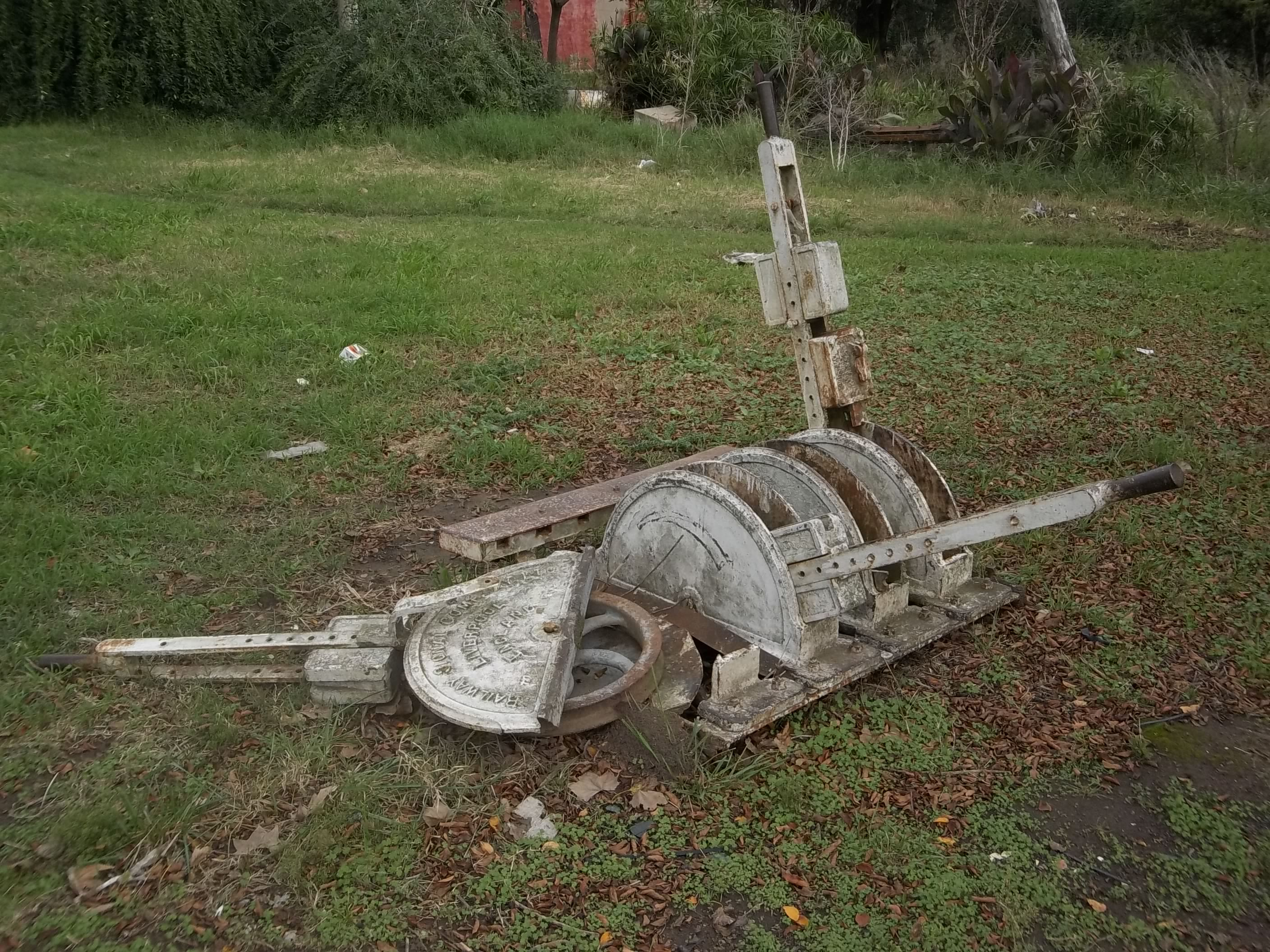
Antiguas palancas de cambio de vías en la estación
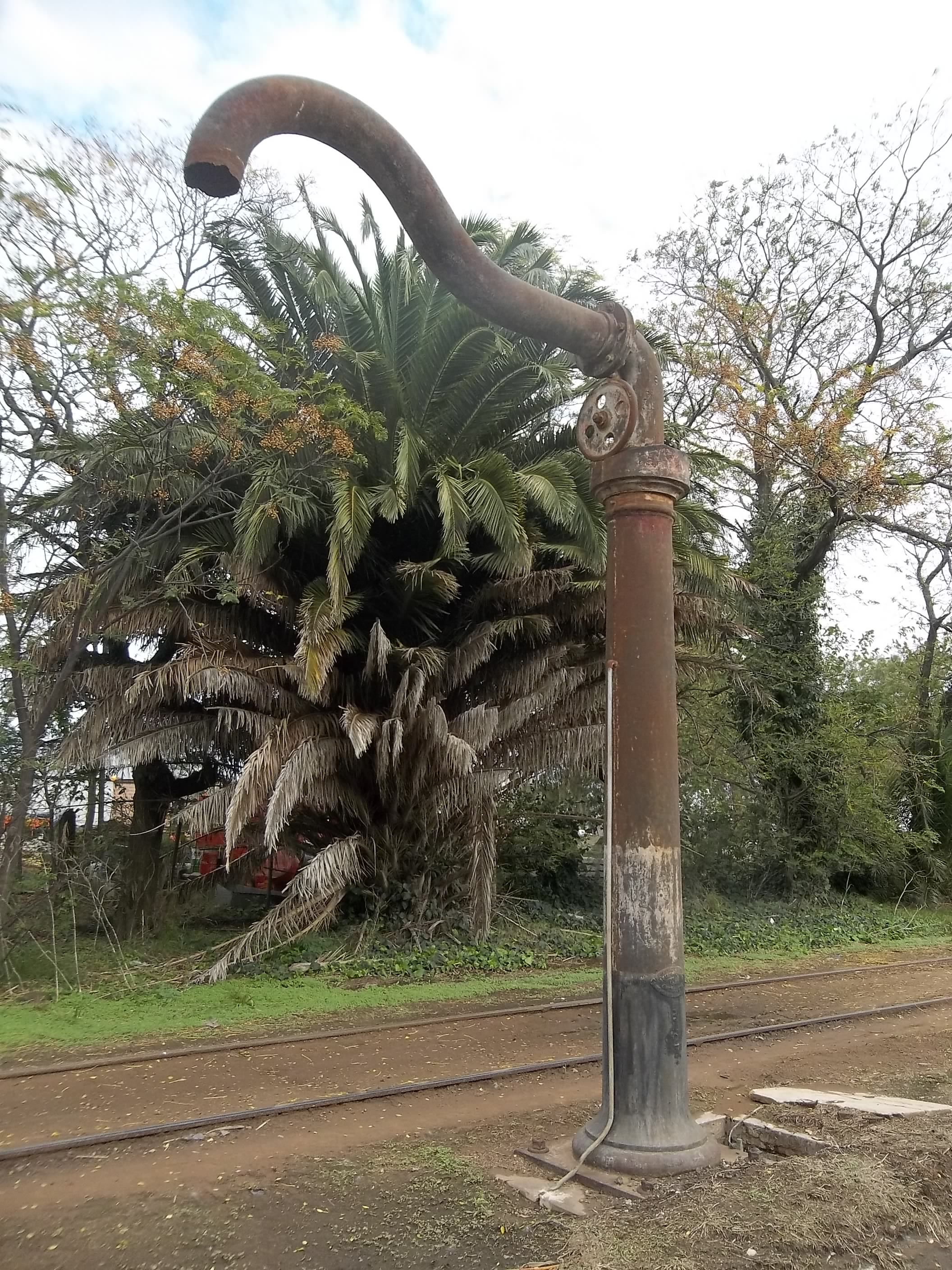
Antigua manga hidrante de la estación
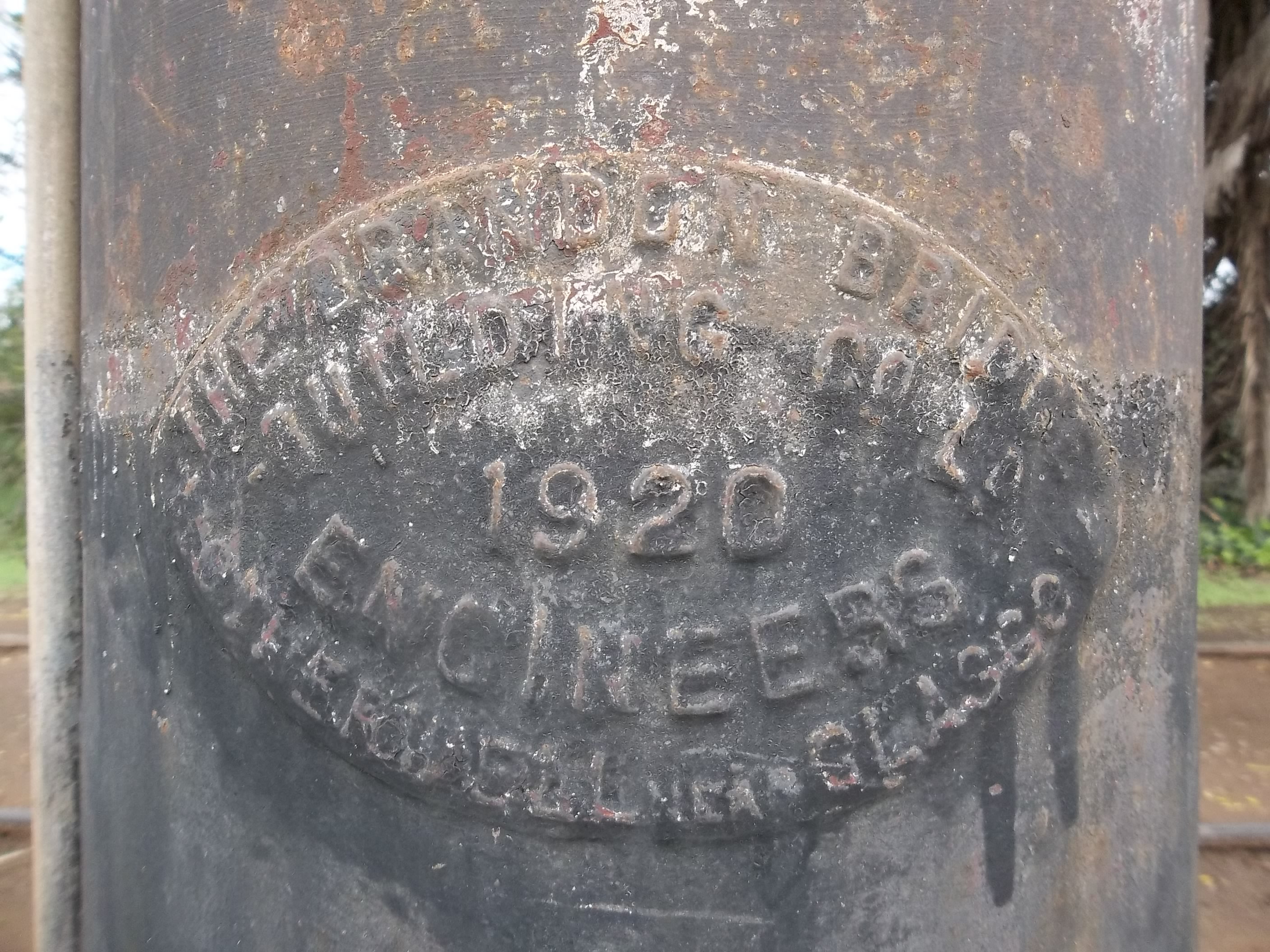
Detalle de la manga hidrante
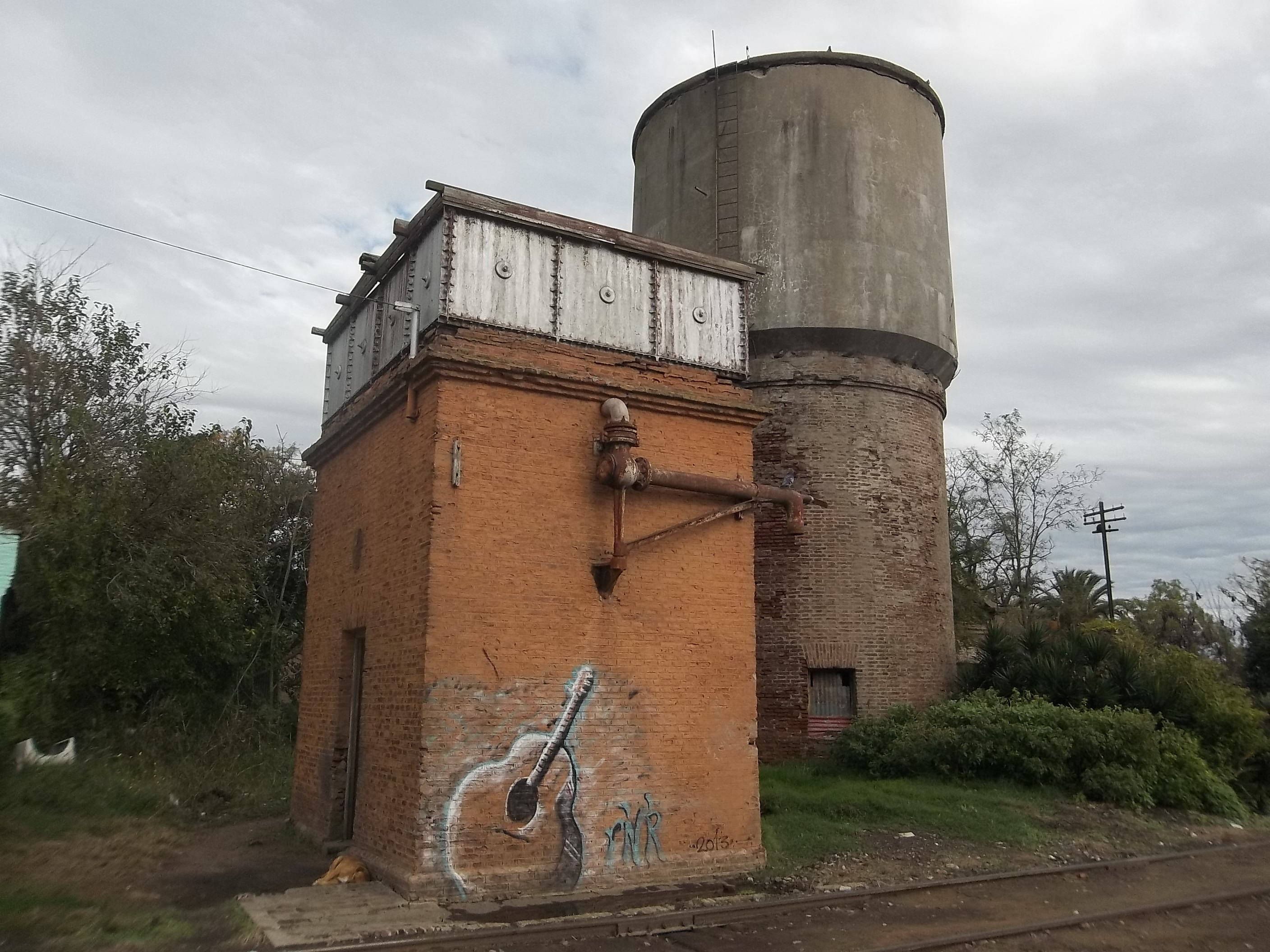
Antiguos tanques de agua de la estación